# Грустные песни для уставших людей
«Грустные песни для уставших людей» — восьмой студийный альбом группы «Операция Пластилин» издан на лейбле Soyuz Music 12 февраля 2021 года.

## Информация об альбоме
Материал писался сразу после выпуска сольного альбома «Черновики» о чём Анатолий Царёв рассказал в интервью весной 2020 года. В альбом попали ранее представленные песни в виде синглов 2019 года среди них «Ванлав» и «Танцпол ждёт своих героев». В небольшой аннотации к первому синглу Анатолий поделился о том что «Ванлав» была написана во время записи предыдущего релиза но не была включена в него в ввиду своей незавершённости. Песня была выпущена в начале сентября во время протестов в Москве что было отображено на обложке которой занималась Екатерина Орлова не раз участвовавшая в оформлении релизов группы. В конце июня стало известно про следующию песню впоследствии получившей название «Танцпол ждёт своих героев». В первой половине сентября запись уже была завершена и презентована синглом. В тексте есть референс в сторону «Гражданской обороны» на песню «Зоопарк». Помимо прочего на пластинке присутствует песня из сольного альбома «Вторяки», которая, как и синглы, была заново смикширована для нового релиза. Новым же синглом с предстоящей пластинки была выпущена песня «Ашан (письмо Саше Г.)» 27 января 2021 года. Песня основана на открытом письме написанным в социальной сети знакомым Анатолия Царёва в котором было обращение к порноактрисе Саше Грей.
Помню, как в начале 2012-го мы с друзьями вернулись из новогоднего трипа, полные сил и четких планов. Не буду обманывать тебя, Саша, но большая часть этих планов осталась планами. Все время вмешивалась жизнь, за понедельником приходил вторник, нужно было каждый день делать какие-то разные важные мелочи, нужно было делать ремонт, нужно было все время ставить подпорки, чтобы все не рухнуло, нужно было куда-то ехать и возвращаться. И в результате уже совсем скоро наступит год следующий. Самое время, чтобы аккуратно переписать планы из одного ежедневника в другой. 
 — письмо Антона из Белоруссии
Как пояснил Анатолий, смысловая составляющая текста не имеет прямого отношения ни к порнографии ни к самой актрисе. В этой коннотации Саша Грей выступает как художественный образ наиболее реальный в противоположность сказочному Деду Морозу, которому обычно пишут письма. Содержание песни носит ностальгический характер в наибольшей мере повествуя об одиночестве и регрессии как эмоциональной разгрузке путём катарсиса. В свою очередь, несмотря на то, что в названии фигурирует слово «Ашан» это тоже никоим образом не относится к продуктовой сети Auchan. В данном контексте подразумевается нехватка времени на встречи с близкими людьми. В первом куплете присутствует небольшой оммаж на композицию «Панелька» рэпера Хаски. В припеве есть прямое заимствование текста из песни «Далеко» уфимского коллектива Lumen. Для припева мелодия была взята с приглашающего сингла «Kak Blink-182» на концертный юбилей группы. Непосредственно перед релизом предварительно за день был выпущен тизер. В видеоролике интересно обыгран припев самой песни фронтмен группы прогуливался по ашану в поисках журнала с изображением Саши Грей. В заглавной песне «Чёрный факел» есть видоизменённая строчка с картины брестской художницы Анны Редько («В автозаке рождается гражданин»). Кроме того вступительные строчки служат смысловым антонимом припева «Мы — лёд» песни Егора Летова. В композиции «Моя провинция» музыканты при записи использовали инструмент балалайку. В «Мечтатели» использован текст при помощи транслитерации сингла «The Rockafeller Skank» диджея Fatboy Slim. Песня «Дом на дереве» была написана в начале июня 2020 года. В основу песни легла биография из книги скрипачки Екатерины Цион-Княжевой представляя собой портретный очерк. Автор лично для себя обозначил песню как более грустную в сравнении с «Не узнавай меня».
Когда он прислал мне черновик песни Дом на дереве со словами, я почитал Твою книгу и постарался написать Тебя в песне, я напряглась, собралась в комок и старательно приготовилась отрицать и говорить, что не так и что надо исправить. Но после первых двух строчек я уже плакала как ребёнок и не могла остановиться. Пройдя все стадии, начиная от отрицания, проплакав несколько часов, я была вынуждена согласиться, что это точно в цель, в самое нутро. И как сложно было писать её на студии, пытаясь найти контакт со своим внутренним ребёнком, и как сложно по сей день петь её и не срываться на слёзы. — Екатерина Цион-Княжева
В предпоследней песне «Такси» присутствует непрямое цитирование Жан-Поль Сартра. Завершающая композиция «Не так» также есть переиначенный антоним песни «На заре» советской группы Альянс. Во втором куплете имеется аллюзия на акт самосожжения журналистки Ирины Славиной. Также в треке присутствует отсылка к своей же песне «Район» («А Будда, смотрящий з нашим районом, снова сел…») из прошлого альбома «Рейв». Для проигрыша использован изменённый мотив мелодии песни «Это всё…» со одноимённого альбома группы Юрия Шевчука. В июне был выпущен видеоклип на песню представленный в сольном исполнении Анатолия Царёва. Когда время подошло к записи музыканты столкнулись с неожиданной проблемой в связи с закрытием студии «Джокер». Весной 2020 года группа открывает добровольный сбор средств на создание своей студии. После удачного завершения краудфандинга группа покупает гараж, где обустраивает свою студию приступая к созданию альбома. Запись барабанных, гитарных и басовых партий была сделана штатным звукорежиссёром московской студии Gigant Record. Вокальную часть записывали в Тамбове в гараже там же были сделаны сведение и мастеринг Дмитрием Корякиным. Альбом был закончен в конце января о чём музыканты оповестили в своей официальной группе. Альбом издан на физическом носителе компакт-диске и запланирован выпуск винила на август месяц. Презентация альбома должна была состояться 2 октября на концертной площадке Adrenaline Stadium но позже была перенесена в столичный клуб Известия Hall на 1 октября.

## Список композиций
Все тексты написаны Анатолием Царёвым, вся музыка написана группой «Операция Пластилин».
| №                   | Название                            | Длительность |
| ------------------- | ----------------------------------- | ------------ |
| 1.                  | «Чёрный факел»                      | 4:11         |
| 2.                  | «Ашан (письмо Саше Г.)»             | 5:28         |
| 3.                  | «Моя провинция»                     | 4:10         |
| 4.                  | «Все взрослые»                      | 4:11         |
| 5.                  | «Мечтатели»                         | 5:04         |
| 6.                  | «Грустные песни для уставших людей» | 3:57         |
| 7.                  | «Дом на дереве»                     | 5:06         |
| 8.                  | «Вторяки»                           | 4:35         |
| 9.                  | «Ванлав»                            | 3:39         |
| 10.                 | «Танцпол ждёт своих героев»         | 2:44         |
| 11.                 | «Такси»                             | 4:16         |
| 12.                 | «Не так»                            | 3:17         |
| Общая длительность: | Общая длительность:                 | 50:38        |

## Участники записи
| Операция Пластилин - Анатолий Царёв — вокал, гитары, клавишные, синтезаторы. - Екатерина Цион-Княжева — скрипка, вокал. - Иван Клюшин — гитары, бэк-вокал. - Михаил Бушуев — бас-гитара, бэк-вокал. - Сергей Зимарин — ударные, семплы. | Технический персонал - Иван Красиков — запись. - Дмитрий Корякин — запись, сведение, мастеринг. - Екатерина Орлова — дизайн-оформление. |